# Adam Cuber

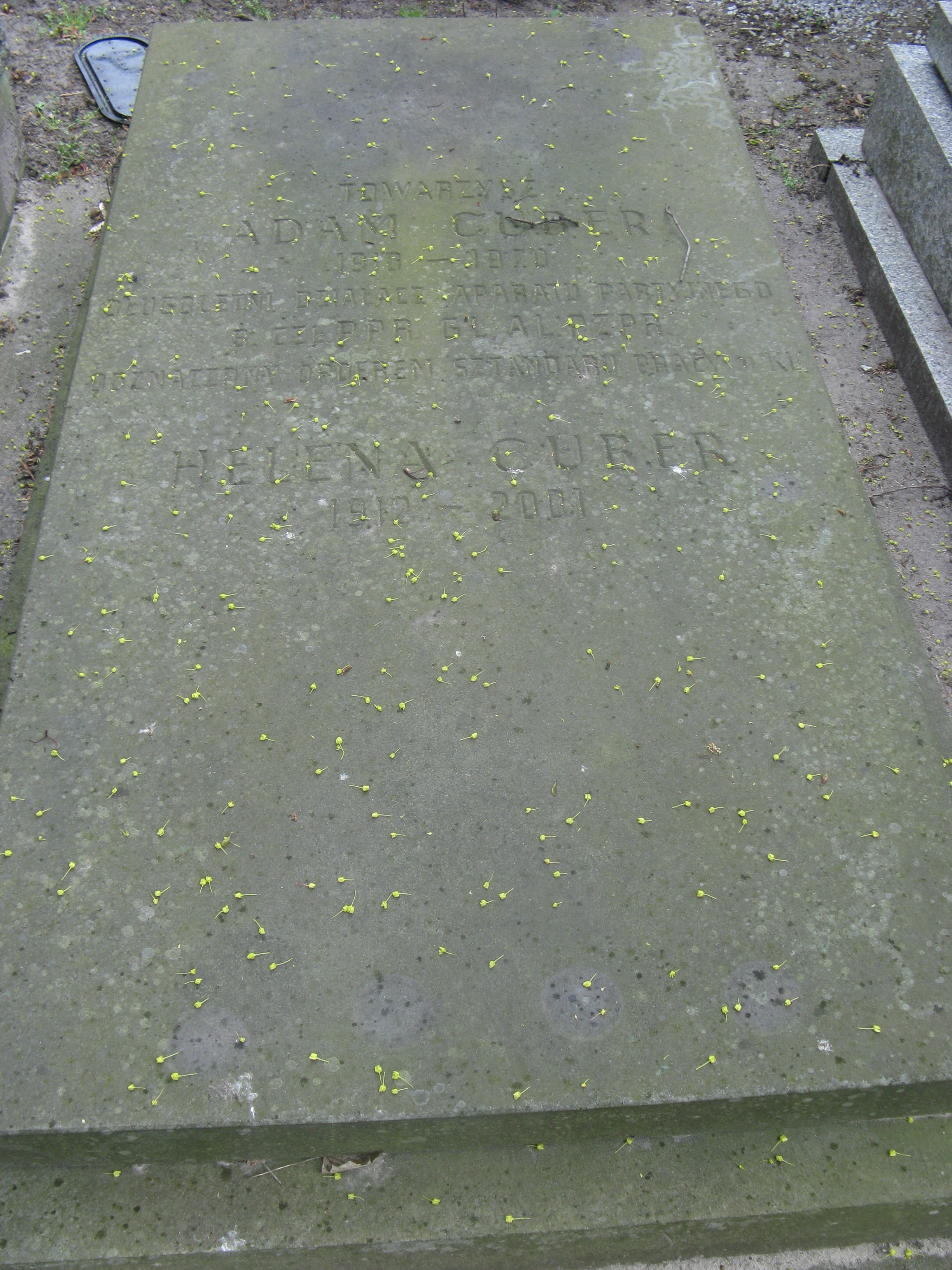
Grób Adama Cubera na Cmentarzu Wojskowym na Powązkach

Adam Cuber, ps. „Lis” (ur. 6 października 1910 w Sosnowcu, zm. 8 grudnia 1970 w Warszawie) – polski dyplomata, działacz ruchu robotniczego.

## Życiorys
Był synem robotnika. W 1929 ukończył Państwową Średnią Szkołę Techniczną Kolejową w Sosnowcu, uzyskując zawód technika mechanika. W 1931 został powołany do wojska, ale po 3 miesiącach służby zwolniono go ze względu na zły stan zdrowia. Pracował później w hucie „Sosnowiec” i hucie „Laura” w Siemianowicach. W czasie II wojny światowej ponownie pracował w hucie „Sosnowiec” (po wojnie huta im. Mariana Buczka), gdzie uczestniczył w akcji sabotażowej. Współpracował z Polską Partią Robotniczą i Gwardią Ludową. Pod koniec okupacji współkierował akcją zabezpieczenia huty i przygotowaniami do objęcia jej przez załogę; od lutego do kwietnia 1945 jako zastępca dyrektora uczestniczył w powojennym uruchamianiu huty.
Pracował następnie w aparacie PPR. Był sekretarzem Komitetu Miejskiego w Sosnowcu, potem w Gliwicach; uczestniczył w I Zjeździe PPR w Warszawie w grudniu 1945, ukończył półroczny kurs w Centralnej Szkole PPR w Łodzi (1948). Reprezentował Gliwice na Kongresie Zjednoczeniowym PPR i PPS w grudniu 1948. Był następnie zastępcą kierownika Wydziału Organizacyjnego Komitetu Wojewódzkiego PZPR w Katowicach, sekretarzem Komitetu Wojewódzkiego PZPR w Rzeszowie i Warszawie.
Od czerwca 1954 do października 1957 pełnił funkcję ambasadora PRL w Czechosłowacji. Po powrocie z tej misji pozostawał w dyspozycji Ministerstwa Spraw Zagranicznych w Warszawie, później pracował w spółdzielczości. Zmarł w grudniu 1970 po długiej chorobie. Był odznaczony m.in. Orderem Sztandaru Pracy II klasy, Medalem Zwycięstwa i Wolności 1945, Odznaką „Zasłużony działacz ruchu spółdzielczości”.
Został pochowany na wojskowych Powązkach w Warszawie (kwatera 31B-4-18).
Jego żoną była Helena (1912–2001).